# 4G
Nell'ambito della telefonia mobile con il termine 4G (acronimo di fourth Generation) si indicano le tecnologie e gli standard di quarta generazione successivi a quelli di terza generazione, tecnologie che permettono quindi applicazioni multimediali avanzate e collegamenti dati con elevata banda passante.
Nel 2010 ITU ha autorizzato l'utilizzo della denominazione 4G per tecnologie come LTE e WiMAX.

## Transizione
Il gruppo di lavoro chiamato Next Generation Mobile Networks (NGMN), formato da alcuni dei maggiori operatori di telefonia mobile, ha stabilito le norme per la costruzione della rete, basata su una architettura a commutazione di pacchetto, che ha consentito la transizione graduale verso una rete IP delle reti 2G e 3G.

## Storia
Nel settembre del 2005 NTT DoCoMo, il più importante operatore mobile giapponese, è riuscito a testare lo streaming video di 32 filmati ad alta definizione su un nuovo terminale connesso a un mini-network 4G. I test sono stati effettuati all'interno di un'autovettura in movimento che si spostava alla velocità di 20 km/h: a questa velocità la riproduzione non è stata interrotta. I tecnici giapponesi hanno dichiarato che i nuovi terminali sono in grado di ricevere fino a un massimo di 100 megabit/s in movimento e 1 gigabit/s in posizione statica: in pratica il contenuto di un normale DVD video potrebbe essere scaricato in quasi un minuto da un terminale connesso a una rete 4G; un decisivo salto di prestazioni rispetto alla tecnologia di terza generazione (o 3G) che supporta velocità di connessione fino a un massimo di 3 Mbit/s (per esempio, per lo standard CDMA 2000) o 14,4 Mbit/s (per l'HSDPA).

### Europa
Il 5 novembre 2012 la Commissione europea decise di concedere alla tecnologia 4G ulteriori 120 MHz attorno alla banda di 2 GHz, utilizzati per i servizi UMTS. Questo spettro doveva essere reso disponibile dagli Stati membri entro il 30 giugno 2014. In tal modo l'Unione europea ebbe a disposizione il doppio della banda ad alta velocità rispetto agli Stati Uniti e raggiunse quindi i 1.000 MHz totali. L'ampliamento dello spettro a disposizione delle tecnologie 4G fu un ulteriore passo avanti verso l'obiettivo dell'"Agenda digitale" che prevedeva la copertura universale a 30 Mbit/s per la banda larga dell'UE entro il 2020.

### Asia

#### Cina
La Cina ha avviato alcuni progetti per promuovere la tecnologia 4G. Pechino, grazie a questi progetti pubblici e privati, si candida a diventare una delle prime città del mondo a dotarsi di rete di quarta generazione.